# Frank Habicht
Frank Erich Habicht (9. prosince 1938 – 8. října 2024) byl novozélandský fotograf německého původu, který byl známý svými fotografiemi objevující se nové módy a životního stylu mladých baby boomů Swinging London v 60. letech 20. století, dokumentující libertariánských postojů, které byly vyjádřeny prostřednictvím módy, designu a politického aktivismu, a třídních a politických rozdílů té doby a místa, protože konzervativní poválečná britská kultura byla odložena stranou, aby uvolnila místo pro mladší generaci, která chtěla svobodný život s volnou láskou, mírem a harmonií.

## Životopis
Habicht se narodil 9. prosince 1938 v Hamburku. Habicht navštěvoval v roce 1962 hamburskou fotografickou školu a brzy se přestěhoval do Londýna. Tam pracoval jako fotograf na volné noze (pro magazíny jako například Esquire, The Sunday Times a The Guardian), stále fotograf pro filmy a jako fotograf pro London Playboy Club a Top of the Pops. Své černobílé fotografie pořizoval obvykle kompaktním Rolleiflexem. Fotografoval na ulici, na koncertech, na shromážděních. Některé byly záběry davu, některé zblízka jednotlivce. Většinou šlo o reportážní fotografie lidí na ulici, ale také inscenoval fotografie s modelkami, někdy nahými (a někdy na veřejných místech) a s některými celebritami, se kterými se setkal ve filmu a jiné práci, jako je Mick Jagger a Vanessa Redgraveová.
Habichtova kniha Young London, Permissive Paradis vyšla koncem 60. let a In the Sixtie v roce 1997. Mezi jeho fotografie filmového zákulisí patřily The Virgin and the Gypsy (1970) a Mesmerized (1985) a také si zahrál v malé herecké roli ve filmu Co děláme v temnotách (2014).
Habicht se v roce 1981 přestěhoval na Nový Zéland a fotografoval život a krajinu Bay of Islands, kde žil. Vydal knihy Bay of Islands: Where the Sunday Grass is Greener (satirický obraz oblasti) a Bay of Islands: A Paradise Found.
Jeho sbírka „Karma Sixties“ byla vystavena v roce 2004 v Colette Gallery v Paříži a další výstavy jeho fotografií byly v Arterium Gallery v Moskvě (2008), Barbican Center v Londýně (2016), Manchester Art Gallery (2016– 2017) a Beetles and Huxley Gallery v Londýně.
Habicht a jeho manželka Christine měli dva syny, včetně novozélandského filmového režiséra Floriana Habichta.
Frank Erich Habicht zemřel v Kawakawě dne 8. října 2024 ve věku 85 let.